# بريندا جاكسون
بريندا جاكسون (بالإنجليزية: Brenda Jackson)‏ (1953، فلوريدا في الولايات المتحدة)؛ كاتِبة وروائية أمريكية.